# Alexandra Mavrokordatou
Alexandra Mavrokordatou, född 1605, död 1684, var en inflytelserik grekisk salongsvärd. 
Mavrokordatou tillhörde fanarioterna och fick en god utbildning under sin uppväxt i Konstantinopel. Efter två olyckliga äktenskap blev hon den första kvinna i Grekland som öppnade en litterär salong. Hon introducerade därmed detta kulturella fenomen i Grekland, och hennes exempel följdes av andra konstnärer och medlemmar av adeln. Hon blev som salongsvärd en inflytelserik person i Grekland som en samlingspunkt för den politiska oppositionen. År 1683 deltog hennes son i slaget vid Wien på Österrikes sida. Mavrokordatou anklagades för att ha uppmuntrat detta som ett led i en konspiration mot det turkiska väldet över Grekland. Hon arresterades och sattes i fängelse, där hon avled året därpå.      